# Humberto Suazo
Humberto Andrés Suazo Pontivo, mais conhecido como Humberto Suazo (San Antonio, 10 de maio de 1981), é um futebolista chileno. Atualmente, joga no San Luis de Quillota.
Em 2006, Suazo ganhou dois prêmios da IFFHS (International Federation of Football History & Statistics). A Bola de Ouro como artilheiro em torneios internacionais em todo o planeta (17 gols) e a Bola de Prata como segundo maior artilheiro de clubes (34 gols).

## Carreira
Começou sua carreira nas categorias de base do Club Torino de San Antonio, onde ficou dos seis aos dezesseis anos de idade, até que foi para Universidad Católica, onde ficou de 1996 até 1999. Passou por San Luis de Quillota, pelo qual se sagrou artilheiro da 3º divisão chilena com 40 gols, e Audax Italiano, até transferir-se para o Colo-Colo, em 2006. Em sua passagem por estes três clubes chilenos, Suazo chegou a expressiva marca de 100 gols em menos de três anos. Também quebrou o recorde de seu compatriota, Jorge Aravena, marcando 51 gols em um único ano.
No clube mais popular do Chile obteve a consagração: fez uma grande dupla com Matías Fernandez e se sagrou campeão chileno (torneios Apertura e Clausura). Foi ainda artilheiro do torneio Apertura, com 19 gols, e da Copa Sul-Americana, com 10 gols.
Em 2007, foi campeão chileno pelo Colo-Colo (torneio Apertura), se tornando ainda artilheiro do torneio com 18 gols. Foi então contratado pelo time do Monterrey, do México, onde também conseguiu fazer sucesso.
Chamou a atenção dos clubes europeus, principalmente após as eliminatórias sul-americanas, torneio onde foi artilheiro, e terminou sendo contratado por empréstimo pelo Real Zaragoza, da Espanha, no início de 2010.
Ao fim do empréstimo aos espanhóis, retornou ao Monterrey.

### Seleção Chilena
Atualmente, Suazo é um dos principais jogadores do Chile. Estreou pela Seleção Chilena em 2005, e sua primeira competição oficial foi a Copa América de 2007, onde marcou três gols. O Chile foi eliminado pelo Brasil nas quartas-de-final, após uma sonora goleada por 6x1, sendo o único gol do Chile marcado por Suazo.
Foi o grande jogador da sua equipe nas eliminatórias sul-americanas para a Copa do Mundo 2010, garantindo a vaga chilena no Mundial e conquistando a marca de artilheiro das eliminatórias.
Em 2011, disputou sua segunda Copa América, marcando apenas um gol na partida que terminou com a eliminação do Chile frente a Venezuela, nas quartas-de-final.

## Estatísticas
Até 21 de julho de 2011.

### Seleção Chilena
| Ano   |       |      |
| Ano   | Jogos | Gols |
| ----- | ----- | ---- |
| 2005  | 3     | 0    |
| 2006  | 5     | 4    |
| 2007  | 14    | 4    |
| 2008  | 10    | 3    |
| 2009  | 9     | 6    |
| 2010  | 4     | 1    |
| 2011  | 5     | 2    |
| Total | 50    | 20   |

|     | Data                   | Local                     | Adversário      | Placar | Resultado | Competição                  |
| --- | ---------------------- | ------------------------- | --------------- | ------ | --------- | --------------------------- |
| 1.  | 24 de Março de 2006    | Rancagua, Chile           | Nova Zelândia   | 1–1    | 4–1       | Amistoso                    |
| 2.  | 30 de Maio de 2006     | Vittel, França            | Costa do Marfim | 1–1    | 1–1       | Amistoso                    |
| 3.  | 2 de Junho de 2006     | Estocolmo, Suécia         | Suécia          | 1–1    | 1–1       | Amistoso                    |
| 4.  | 16 de Agosto de 2006   | Santiago, Chile           | Colômbia        | 1–0    | 1–2       | Amistoso                    |
| 5.  | 27 de Junho de 2007    | Puerto Ordaz, Venezuela   | Equador         | 1–1    | 2–3       | Copa América de 2007        |
| 6.  | 27 de Junho de 2007    | Puerto Ordaz, Venezuela   | Equador         | 2–2    | 2–3       | Copa América de 2007        |
| 7.  | 7 de Julho de 2007     | Puerto la Cruz, Venezuela | Brasil          | 1–5    | 1–6       | Copa América de 2007        |
| 8.  | 17 de Outubro de 2007  | Santiago, Chile           | Peru            | 1–0    | 2–0       | Elim. Copa do Mundo de 2010 |
| 9.  | 18 de Junho de 2008    | Puerto la Cruz, Venezuela | Venezuela       | 1–1    | 2–3       | Elim. Copa do Mundo de 2010 |
| 10. | 18 de Junho de 2008    | Puerto la Cruz, Venezuela | Venezuela       | 2–3    | 2–3       | Elim. Copa do Mundo de 2010 |
| 11. | 10 de Setembro de 2008 | Santiago, Chile           | Colômbia        | 2–0    | 4–0       | Elim. Copa do Mundo de 2010 |
| 12. | 29 de Março de 2009    | Lima, Peru                | Peru            | 0–2    | 1–3       | Elim. Copa do Mundo de 2010 |
| 13. | 6 de Junho de 2009     | Assunção, Paraguai        | Paraguai        | 0–2    | 0–2       | Elim. Copa do Mundo de 2010 |
| 14. | 9 de Setembro de 2009  | Salvador, Brasil          | Brasil          | 2–1    | 4–2       | Elim. Copa do Mundo de 2010 |
| 15. | 9 de Setembro de 2009  | Salvador, Brasil          | Brasil          | 2–2    | 4–2       | Elim. Copa do Mundo de 2010 |
| 16. | 10 de Outubro de 2009  | Medellín, Colômbia        | Colômbia        | 1–2    | 2–4       | Elim. Copa do Mundo de 2010 |
| 17. | 14 de Outubro de 2009  | Santiago, Chile           | Equador         | 1–0    | 1–0       | Elim. Copa do Mundo de 2010 |
| 18. | 30 de Maio de 2010     | Concepción, Chile         | Israel          | 1–0    | 3–0       | Amistoso                    |
| 19. | 19 de Junho de 2011    | Santiago, Chile           | Estónia         | 3–0    | 4–0       | Amistoso                    |
| 20. | 17 de Julho de 2011    | San Juan, Argentina       | Venezuela       | 1–1    | 1–2       | Copa América de 2011        |

## Títulos
San Luis
- Tercera División de Chile: 2003

Colo-Colo

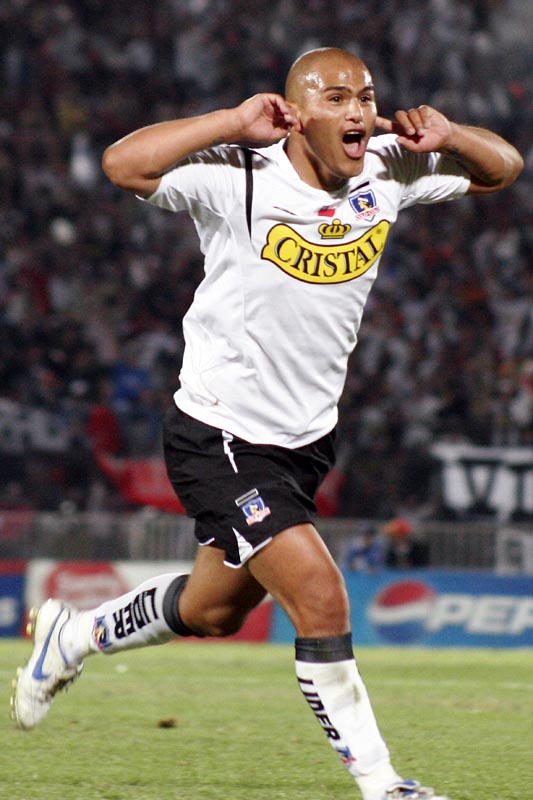
Suazo atuando pelo Colo-Colo.

- Primera División de Chile: 2006 (Apertura e Clausura) e 2007 (Apertura)

Monterrey
- Primera División Profesional: 2009 (Apertura), 2010 (Apertura)
- CONCACAF Champions League: 2010-11

### Artilharias
- Campeonato Chileno (3º divisão): 2003 (40 gols)
- Maior Artilheiro Internacional do Mundo pela IFFHS: 2006 (17 gols)
- Primera División de Chile: 2006 (Apertura - 19 gols) e 2007 (Apertura - 18 gols)
- Copa Sul-Americana: 2006 (10 gols)
- Primera División Profesional: 2008 (Clausura - 13 gols) e 2009 (Apertura - 4 gols)
- Eliminatórias Sul-Americanas para a Copa do Mundo de 2010: 2007–2009 (10 gols)